# Nika (časopis)
Nika byla až do roku 2023 odborným periodikem zaměřeným na oblast ochrany přírody a krajiny. Vycházela několikrát ročně již od roku 1978. V roce 2005 časopis převzal zapsaný spolek Centrum environmentálních studií.

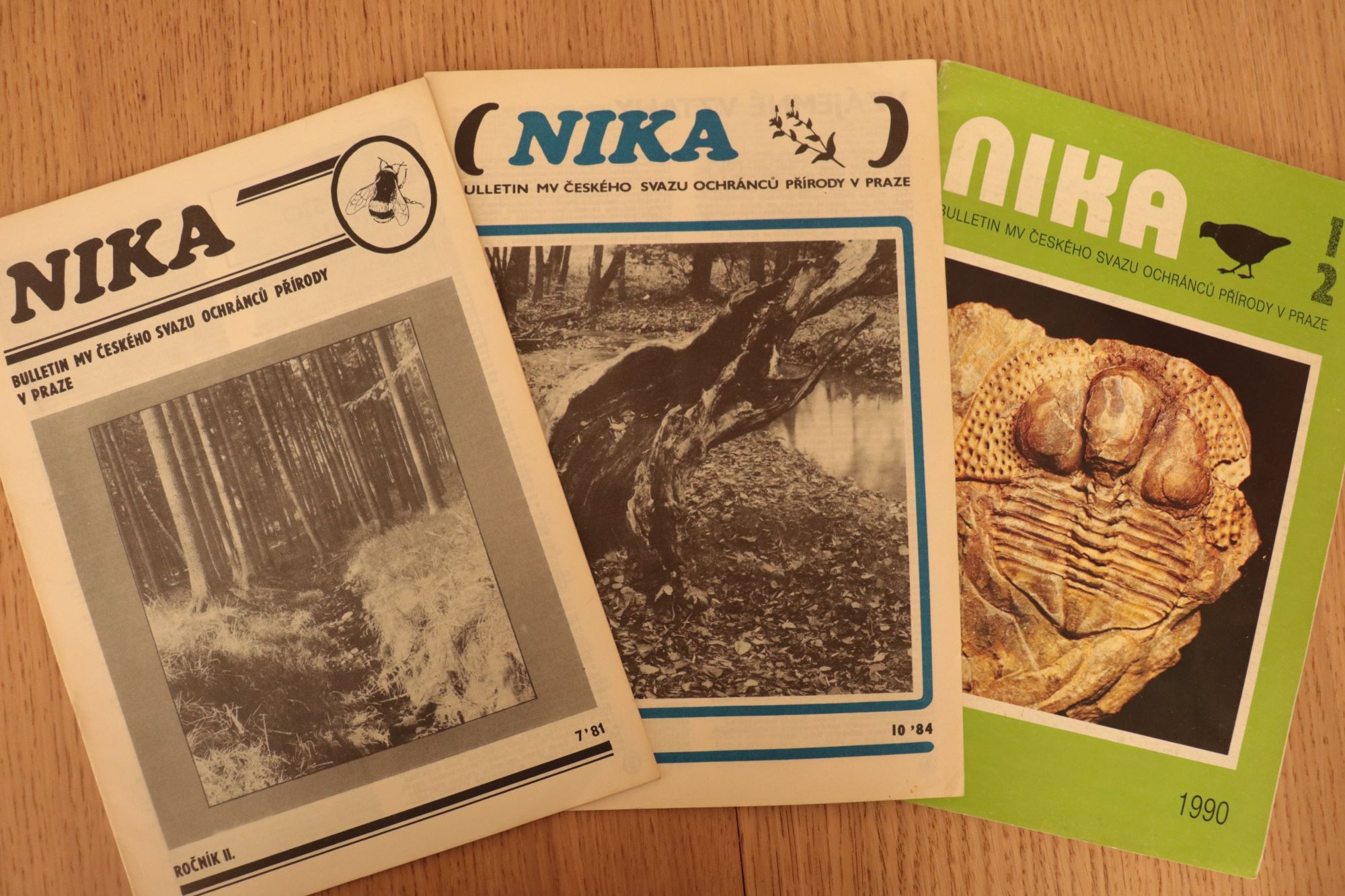
Jak se vyvíjel grafický design časopisu Nika od roku 1981 do roku 1990

## Historie

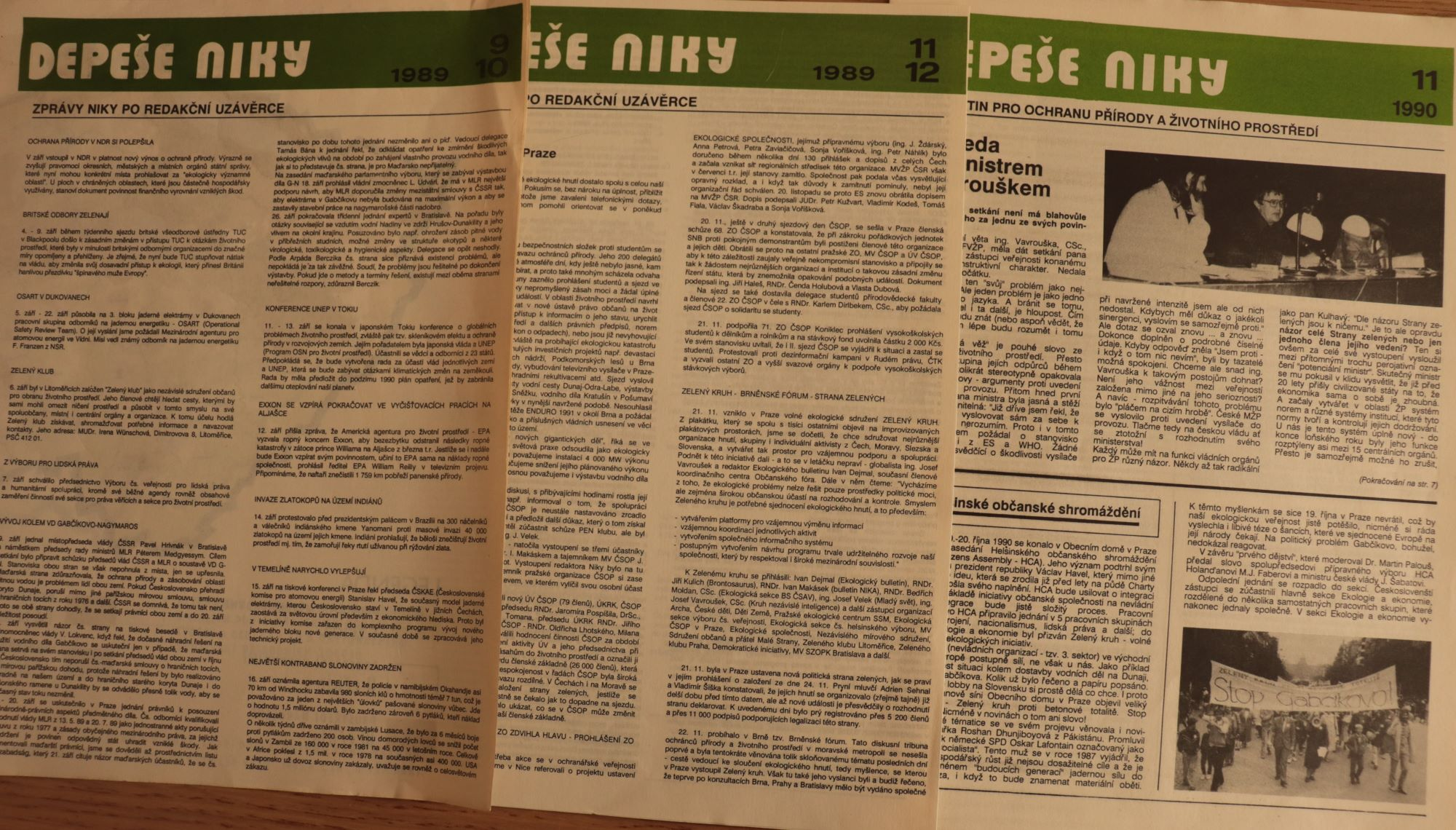
Depeše Niky - příloha časopisu Nika

Časopis založil v září 1978 Ivan Makásek jako zpravodaj 68. ZS Taraxacum ještě v TISu, později jako periodikum vydávané pražským městským výborem Českého svazu ochránců přírody. V letech 1990–1993 působila v Nice jako redaktorka Jindra Inka Čekalová, v letech 1992–1998 byl redaktorem Niky Jindřich Petrlík a v 90. letech také Ivan Kolebaba či Jiří Červinka.